# شهرداری بوتل
شهرداری بوتل (به لاتین: Butel Municipality) یک منطقهٔ مسکونی در مقدونیه شمالی است که در Skopje Statistical Region واقع شده‌است. شهرداری بوتل ۳۶٬۱۵۴ نفر جمعیت دارد.